# Hakkóda-alagút
A Hakkóda-alagút (japán írásjegyekkel: 八甲田トンネル magyaros átírásban: Hakkóda tonneru) egy 26 445 m hosszú, kétvágányú, villamosított nagysebességű vasúti alagút Japánban, az Aomori prefektúrában Tenmabajasi és Aomori városok között. A Tóhoku Sinkanszen része. Az építkezés 1998 augusztusában kezdődött, a forgalom pedig 2000-ben indult meg.
Ez az alagút a világ leghosszabb szárazföldi, kétvágányú vasúti alagútja. Hosszban csak a svájci Gotthárd-bázisalagút és a Lötschberg-bázisalagút előzi meg, azonban ezek két egyvágányű csőből állnak.